# Sääskensaari (ö i Päijänne-Tavastland)
Sääskensaari är en ö i Finland. Den ligger i sjön Auhjärvi och i kommunen Sysmä i den ekonomiska regionen  Lahtis ekonomiska region  och landskapet Päijänne-Tavastland, i den södra delen av landet, 150 km norr om huvudstaden Helsingfors. Öns area är 6,1 hektar och dess största längd är 430 meter i nord-sydlig riktning.